# Mentunargrunnur Studentafelagsins
Mentunargrunnur Studentafelagsins (kaldes også for Mentunargrunnurin) er et færøsk bogforlag med adresse på Færøerne, dog bor redaktørerne i Danmark. Ordet Mentunargrunnur betyder Kulturfond, hele navnet betyder Studenterforeningens Kulturfond. Den færøske forfatter Jógvan Isaksen er forlagets leder. Mentunargrunnur Studentafelagsins er Færøernes ældste forlag, det er etableret af Hitt føroyska Studentafelagið í Keypmannahavn (Den færøske Studenterforening i København), som blev etableret i 1910. Forlagets første udgave var digteren Janus Djurhuus's første digtsamling, som udkom i 1914 med titlen Yrkingar (Digte). De første år blev forlaget blot nævnt med studenterforeningens navn: Hitt føroyska Studentafelagið. I 1957 fik forlaget sit nuværende navn: Mentunargrunnur Studentafelagsins. Forlaget blev etableret under studenterforeningen med det formål at udgive bøger på færøsk. Nogle år senere blev forlaget flyttet til Færøerne, hvor det stadig har adresse.  Mentanargrunnurin har udgivet en stor del af færøsk litteratur, som er udkommet på færøsk siden forlagets start til dagen i dag.

## Eksterne links
- Officiel hjemmeside